# Peter Franz Krejčí

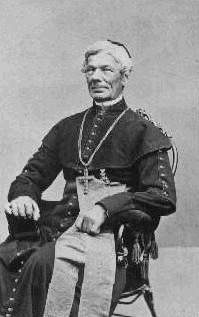
Peter Franz Krejčí

Peter Franz Krejčí (* 27. Juni 1796 in Brzeznitz, Böhmen; † 4. Juli 1870 in Prag) war von 1857 bis 1870 Weihbischof in Prag.

## Leben
Peter Franz Krejčí besuchte das Gymnasium in Jungbunzlau und studierte danach in Prag Philosophie und in Leitmeritz Theologie. Nach seiner Priesterweihe am 24. August 1891 wirkte er als Kaplan in Turnau, ab Juni 1827 war er Pfarrer von Großskal, bis er als Dechant von Turnau 1837 zum Kanoniker am Prager Veitsdom berufen wurde. Am 11. September 1854 folgte die Ernennung zum erzbischöflichen Generalvikar.
Papst Pius IX. ernannte ihn am 21. Dezember 1857 zum Titularbischof von Oropus und zum Weihbischof in Prag. Die Bischofsweihe am 28. Februar 1858 empfing er durch den Prager Erzbischof Friedrich zu Schwarzenberg, Mitkonsekratoren waren der Königgrätzer Bischof Karl Borromäus Hanl von Kirchtreu und der Budweiser Bischof Jan Valerián Jirsík. Krejčí unterzeichnete die Beschlüsse des Prager Provinzial-Konzils von 1860, an dessen Zustandekommen und Verlauf er maßgeblichen Anteil hatte. 1861 wurde er in den Böhmischen Landtag gewählt, in dem er auch als stellvertretendes Mitglied des Landesausschusses tätig war. Krejčí zählte zu den Partei-Vertretern der Národní strana. Ab 8. September 1863 war er Dechant am Prager Metropolitankapitel. Krejčí förderte durch Studienstiftungen den Priesternachwuchs und die seelsorglichen Initiativen.